# مدیسون‌هایتس (میشیگان)
مدیسون‌هایتس، میشیگان (به انگلیسی: Madison Heights, Michigan) یک شهر در ایالات متحده آمریکا با جمعیت ۲۹٬۶۹۴ نفر است که در میشیگان واقع شده‌است.